# Bloomingdale (Tennessee)
Bloomingdale – jednostka osadnicza w Stanach Zjednoczonych, w stanie Tennessee, w hrabstwie Sullivan.